# 念処相応
「念処相応」（ねんしょそうおう、巴: Satipaṭṭhāna-saṃyutta, サティパッターナ・サンユッタ）とは、パーリ仏典経蔵相応部に収録されている第47相応。

## 構成
10品から成る。
1. Ambapāli-vaggo --- 全10経
2. Nālanda-vaggo --- 全10経
3. Sīlaṭṭhiti-vaggo --- 全10経
4. Ananussuta-vaggo --- 全10経
5. Amata-vaggo --- 全10経
6. Gaṅgā-peyyāla-vaggo --- 全12経
7. Appamāda-vaggo --- 全10経
8. Balakaraṇīya-vaggo --- 全12経
9. Esanā-vaggo --- 全10経
10. Ogha-vaggo --- 全10経

## 日本語訳
- 『南伝大蔵経・経蔵・相応部経典5』（第16巻上） 大蔵出版
- 『原始仏典II 相応部経典5』 中村元監修 春秋社